# キルシュナー鋼線

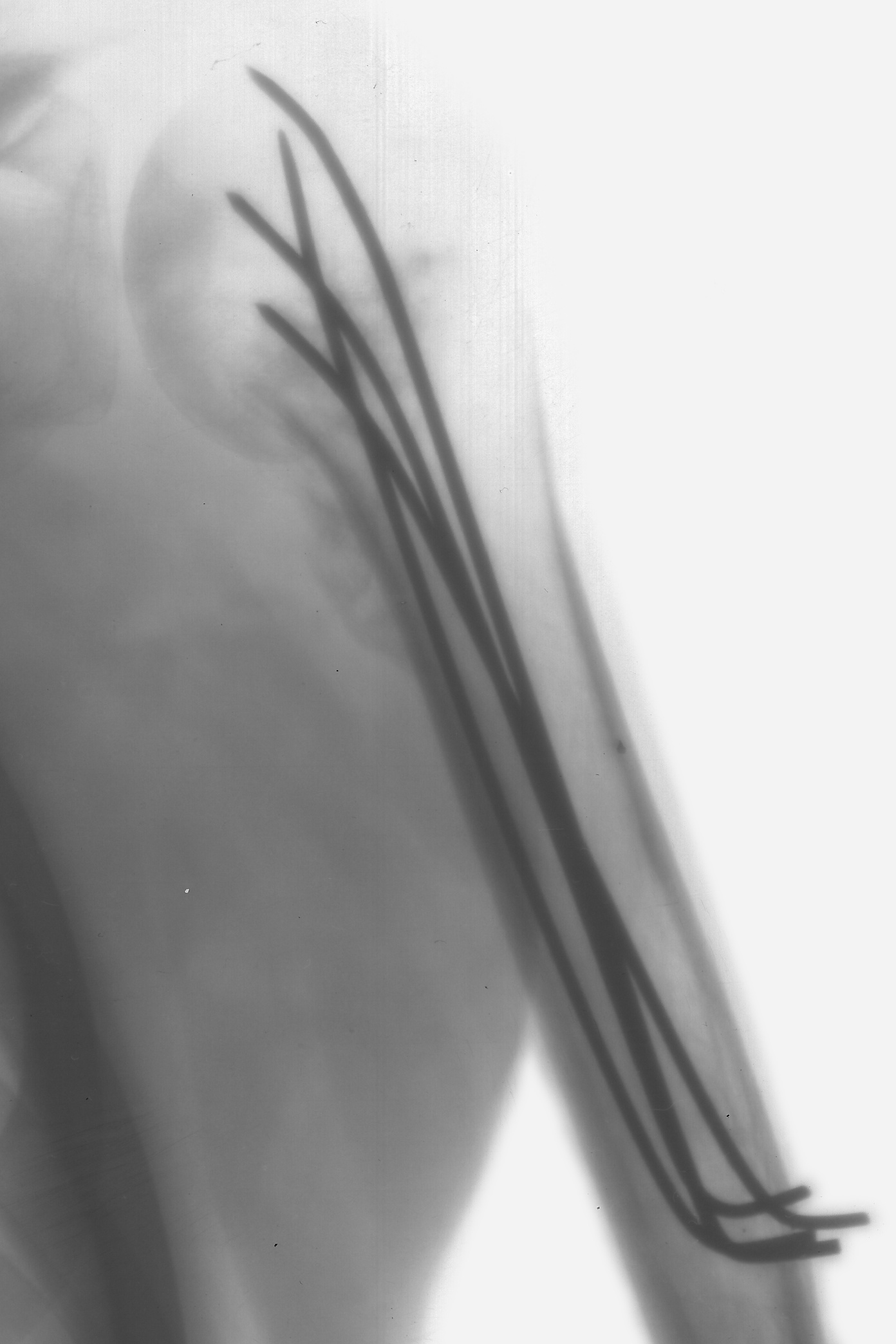
キルシュナー鋼線により固定された上腕骨術中X線像。

キルシュナー鋼線、あるいは、K-ワイヤ、K-wire、ピンと呼ばれるものは、滅菌され、尖った滑らかなステンレス鋼でできたピンである。 マーティン・キルシュナー（Martin Kirschner）によって1909年に導入されたこのワイヤーは、21世紀初頭においても、整形外科やその他医療および獣医手術に広く使用されている。キルシュナー鋼線には異なるサイズがあり、骨片同士を保持（ピン固定）するために、または骨格を牽引するための固定具として使用される。ピンは、しばしばパワードリルやハンドドリルを使用し、皮膚を介して骨に押し込まれる（経皮ピン固定）。それらはまた、イリザロフ装置の一部に用いられる。

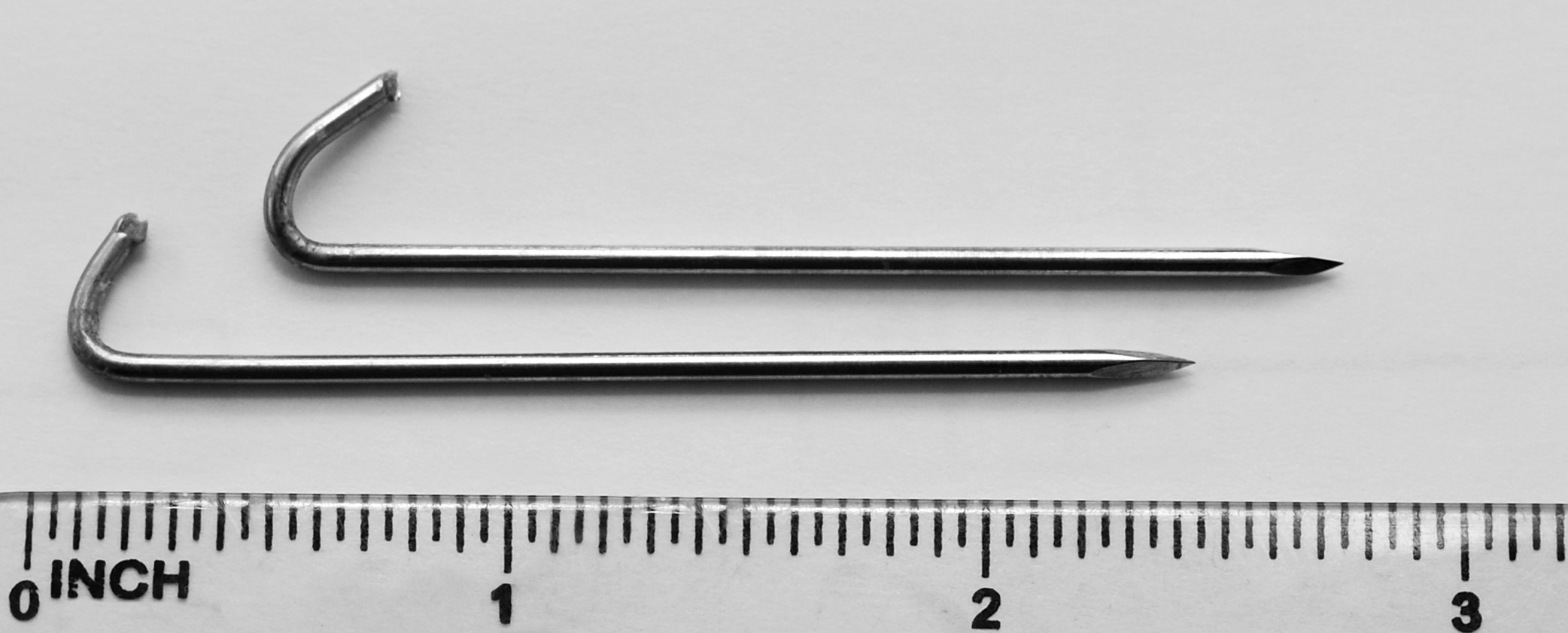
Kirschner線を固定するのに使いの Colles'破壊

## 種類
ねじの溝がついたK-ワイヤが製造されている。これらは、骨が脆い場合を除き、骨がピンからずれることが望ましくない場合に使用される。「Denham Pins」は、真っ直ぐな太いワイヤーで、腹部にねじ溝がある。これらは、骨にかみ合うねじ山を必要とする骨格牽引のために使用される。

## 使用
- K-ワイヤは、一部の手術で、一時的に固定するために使用される。完全に固定された後、ピンは除去される。通常、ピンは手術の4週間後に取り外す[1]。
- 骨折の断片が小さい場合（手首の骨折や手の怪我など）、永久的な固定に使用できる。特定の状況では、尺骨などの骨の髄内固定に使用することができる。
- テンションバンドワイヤリング法(引き寄せ締結法、 Zug法)は、K-ワイヤを軟ワイヤの輪の支持具として使用し、骨片をワイヤで固定する技術である。輪が締め付けられると、骨片は一緒に圧迫される。膝蓋骨骨折や肘頭骨折は、一般的にこの方法によって治療される。
- ワイヤは、皮膚を通り、次いで骨を横切って四肢の他の側面から出る。次いで、ワイヤは、引張りが骨に直接加えられるように、何らかの牽引の形態に取り付けられる。例えば、大腿骨の牽引において、ワイヤの突出端部は、馬蹄形のフレームの脚部に固定され、ワイヤーに張力を維持し、蹄鉄の蛇行部は、牽引力を維持するウェイトにラインおよびプーリを介して取り付けられる。
- 一時的な関節固定に使用することができる。

## 合併症
- ピン感染症：K-ワイヤはしばしば皮膚を通って骨に入るため、皮膚からの細菌が骨に移動して感染を起こす可能性がある。そのような場合、ピンの周りの領域が赤く腫れて膿を排出し始めることがある。通常、この感染はピンの除去後に消失する。
- 破損：特に骨折が治癒しない場合、K-ワイヤが曲がったり壊れたりすることがある[2]。
- 固定の喪失：滑らかなK-ワイヤが骨から抜け出して固定を失うことがある。これは特に、2つの可動骨の間を通過する場合に起こりうる。
- K-ワイヤの移動が起こりうる：一方、ワイヤが滑り抜けるのではなく、さらに深く潜り込むことがある。肩の肩鎖関節を通り抜けたK-ワイヤが、主要な血管、気管[3]、肺[4]、心臓を貫通する可能性のある胸部に移動することがわかっている[5]。